# Škoda VOS
La Škoda VOS (vládní osobní speciál, « voiture spéciale pour le gouvernement » en tchèque) est une limousine produite par le constructeur tchécoslovaque AZNP entre 1950 et 1952. Uniquement destinée à transporter les hauts responsables du pays, la VOS n’a eu aucune carrière commerciale.

## Histoire
En 1949, l’usine de Mlada Boleslav assemble les dernières Superb, une grosse berline six cylindres dont la ligne évoque largement les productions américaines du début des années 1940. Afin de bénéficier d’une voiture plus moderne, les autorités chargent AZNP de lui concevoir une remplaçante. Ce sera la VOS (des initiales qui signifient « voiture spéciale pour le gouvernement » en tchèque).
Mise en production chez le carrossier Sodomka à partir de 1950, la VOS ne se distingue pas par ses formes, très classiques (qui sont l’œuvre d’Oldrich Meduna, qui dessinait jusque-là des chars d’assaut), ni par sa conception (moteur avant, roues arrière motrices). 
En revanche, son six cylindres 5.2 L de 120 ch emprunté à un camion Praga n’a pas beaucoup d’équivalents dans la production européenne de l’époque. Il faut également préciser qu’à cause du blindage, la limousine ne pèse pas moins de 4 tonnes. Quant à la vitesse de pointe, elle est limitée à 80 km/h sur ordre du ministère de l’Intérieur.
La VOS sera produite à 107 exemplaires jusqu’en 1952. L’État lui préférant par la suite la Tatra 603, elle ne sera pas remplacée. 

## Sources
- Bernard Vermeylen, Voitures des pays de l'Est, Boulogne-Billancourt, ETAI, 2008, 239 p. (ISBN 9782726888087, OCLC 470767381)